# Phylloscopus amoenus
Phylloscopus amoenus là một loài chim trong họ Phylloscopidae.